# Argyrostrotis plagiata
Argyrostrotis plagiata är en fjärilsart som beskrevs av Walker 1862. Argyrostrotis plagiata ingår i släktet Argyrostrotis och familjen nattflyn. Inga underarter finns listade i Catalogue of Life.